# Instituto Geográfico Vasco
El Instituto Geográfico Vasco "Andrés de Urdaneta" (INGEBA), también conocido como Euskal Geografia Elkargoa, es una asociación sin ánimo de lucro cuyos fines son la promoción y difusión de la ciencia geográfica y de las disciplinas afines a ella, especialmente de las vinculadas con el medio ambiente. Fue fundada en el año 1977 por Javier Gómez Piñeiro, Iñigo Agirre, José Luis Orella y otros profesores universitarios.

## Historia
Fundada en el año 1977 por un grupo de profesionales y entusiastas de la ciencia geográfica con el objeto de llenar el vacío existente hasta aquel momento sobre la Geografía del País Vasco. Los fines del instituto son, en primer lugar, favorecer el progreso científico y técnico de la Geografía, mediante la investigación básica y aplicada en el campo de la Geografía y ciencias afines, en especial aquellas relacionadas con el medio ambiente. En segundo lugar el de promover la divulgación de la Geografía y materias afines; y en tercer lugar la promoción de la unión entre profesionales y estudiosos de la Geografía, así como difundir entre ellos información sobre el desarrollo y evolución de la misma y sus técnicas de aplicación.
Publica las revista Lurralde: investigación y espacio, así como la revista en euskera Gazte Geografia, destinada a promocionar artículos científicos escritos por jóvenes geógrafos. Dispone también de una página web en la que se ofrecen de manera gratuita libros y otros documentos generados en la actividad del Instituto. 